# Polycope clathrata
Polycope clathrata är en kräftdjursart som beskrevs av Georg Ossian Sars 1923. Polycope clathrata ingår i släktet Polycope, och familjen Polycopidae. Arten är reproducerande i Sverige.